# Pira-Pirasong Paraiso
Pira-Pirasong Paraiso es una serie de televisión filipina producida y emitida por ABS-CBN desde el 25 de julio de 2023. Está protagonizada por Elisse Joson, Alexa Ilacad, Charlie Dizon y Loisa Andalio.

## Elenco

### Personajes principales
- Loisa Andalio[4] como Baby Girl Abiog / Amanda "Amy" Paraiso
- Charlie Dizon[4] como Diana Paraiso-Lamadrid
- Alexa Ilacad[4] como Angela Medina / Beth Paraiso
- Elisse Joson[4] como Hilary Abiog / Mary Jane "MJ" Ledesma

### Personajes secundarios
- Ronnie Alonte[4] como Jonaf Salvador
- Joseph Marco[4] como Vladimir "Vlad" S. Lamadrid
- KD Estrada[4] como Elon S. Lamadrid
- Epy Quizon[5] como Ambrosio "Badong" Abiog
- Sunshine Dizon[5] como Rosanna "Osang" Abiog
- Art Acuña[5] como Julius Lamadrid
- Markus Paterson[5] como Kent Brent "Kano" Abiog
- Argel Saycon[5] como Brix Tolentino
- Liza Diño como Elvira Cabrida
- Kate Alejandrino como Vera Alonzo
- Hasna Cabral como Roxanne
- Archi Adamos
- Kobe Medalla como Rusty Meneses

### Participación especial
- Snooky Serna como Jacinda Sebastian
- William Lorenzo como Emmanuel "Emman" Salvador